# Ebony (Wirginia)
Ebony – jednostka osadnicza w Stanach Zjednoczonych, w stanie Wirginia, w hrabstwie Brunswick.